# Parque nacional de Phu Soi Dao
El Parque nacional de Phu Soi Dao (en tailandés, อุทยานแห่งชาติภูสอยดาว) es un área protegida del norte de Tailandia, en las provincias de Provincia de Uttaradit y Phitsanulok. Se extiende por una superficie de 340,21 kilómetros cuadrados. Fue creado en 2008.
La cascada que le da su nombre a este parque, la Namtok de Phu Soi Dao, tiene cinco niveles, y se extiende por 1,6 kilómetros cuadrados del parque. La altitud va desde los 500 hasta los 2.102 m s. n. m. La mayor parte del terreno es montañoso, con estrechas llanuras.